# 金貞均
金貞均（1943年8月5日—），朝鮮指揮家、作曲家。朝鮮國立交響樂團首席指揮，平壤金元均音樂大學指揮系教授。2005年被授予功勳藝術家稱號。

## 代表作品
- 不願你破曉，平壤之夜啊（YouTube播放 （页面存档备份，存于））
- 先軍長征之道